# Chirostoma zirahuen
Chirostoma zirahuen är en fiskart som beskrevs av Meek 1902. Chirostoma zirahuen ingår i släktet Chirostoma och familjen Atherinopsidae. Inga underarter finns listade i Catalogue of Life.